# Erophylla
Erophylla är ett släkte fladdermöss i familjen bladnäsor med två arter som förekommer på västindiska öar.
Det vetenskapliga namnet är grekiska och sammansatt av namnet för guden Eros samt av ordet phyllon (blad). Det syftar på den bladformiga hudfliken på näsan som i formen ska likna kärleksgudens pilar.
Arterna är:
- Erophylla bombifrons, på Hispaniola och Puerto Rico.
- Erophylla sezekorni, på Kuba, östra Bahamas, Caymanöarna och Jamaica.

## Utseende
Individerna nå en kroppslängd (huvud och bål) av 6,5 till 7,5 cm och en svanslängd av 1,2 till 1,7 cm. Främre lemmarnas längd som bestämmer djurens vingspann är 4 till 5,5 cm. Beroende på art har pälsen på ryggen en gulbrun eller mörkbrun färg medan buken hos båda arter är ljusare. Kännetecknande är en liten broskig tagg (calcar) vid de bakre extremiteterna där delar av flygmembranen är fäst. Hudfliken (bladet) vid den långsträckta nosen är ganska liten.

## Ekologi
Individerna bildar kolonier som har flera hundra till några tusen medlemmar. De vilar vanligen i grottor och letar på natten efter frukter, nektar och pollen eller de jagar insekter. Det finns troligen bara en parningstid per år och ungarna föds under sena våren eller tidiga sommaren. Honor föder vanligen en unge per kull och sällan tvillingar.

## Hot och status
I några enstaka grottor sker gruvdrift. Individerna kan störas av människor som samlar fladdermössens spillning (guano) som utgör bra gödsel. IUCN listar båda arter som livskraftig (LC).